# チャルメラ

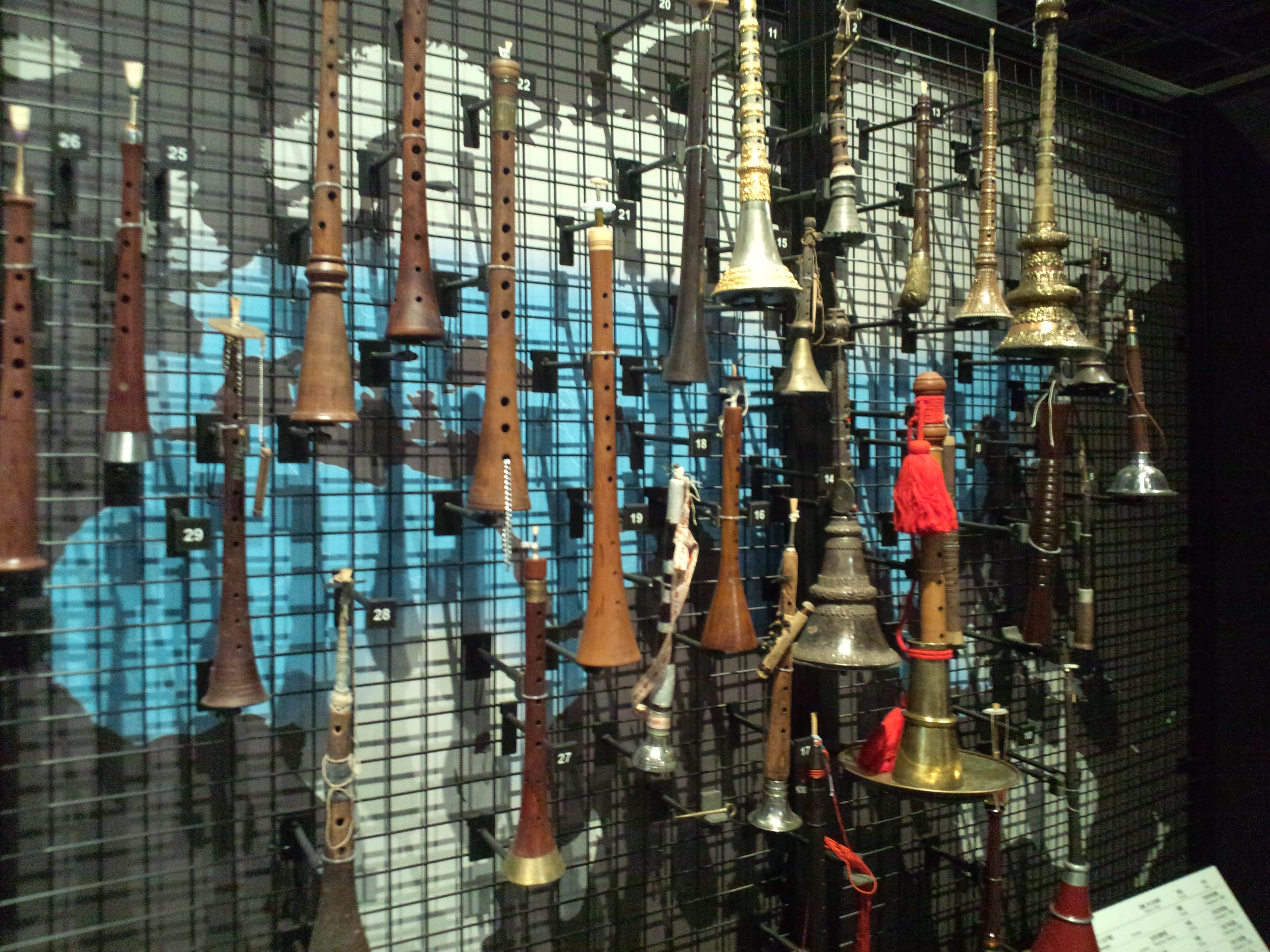
世界のチャルメラ（大阪府吹田市・国立民族学博物館）

チャルメラとは、オーボエと同じ、2枚リードの木管楽器の一種である。チャルメルともいう。

## 中国
中国では通常「嗩吶」（唢呐, さない, suǒ-nà）と呼ぶが、これはペルシア語のスールナーイまたはソルナー(سرنا، سورنای، سرنای)に由来し、西方から伝来した。新疆ウイグル自治区のキジル石窟は3世紀から8世紀の間に造営されたとされるが、壁画にはチャルメラらしき楽器を演奏する様子が描かれている。文献には16世紀の正徳年間から見え、王圻『三才図会』によると、本来は軍楽に用いていたが、後に民間音楽に用いられるようになったという。清朝の1759年には回部楽の楽器「蘇爾奈」（sū-ěr-nài, スルナイ）と呼ばれた。穴は前に7つ、後ろに1つあいており、地方によってさまざまな変種がある。現代の楽団用には高音・中音・低音の3種類の楽器が存在する。最もよく使われるニ長調の高音楽器ではA4からD6まで、七音音階の音が出る。

## 日本
日本には安土桃山時代に中国から伝わったとみられる。「唐人笛」と呼ばれていたこともある。江戸時代初期に長崎を訪れたポルトガル人が、この楽器を「チャラメラ（ショーム）」と呼んだことから、嗩吶のことを「チャルメラ」と呼ぶようになった。
屋台のラーメン屋の客寄せとして、チャルメラで鳴らすメロディー（ソラシーラソー ソラシラソラーというもの）があるが、これを鳴らす自動車用警笛はチャルメラホーン、チャルメラと呼ばれる。
全音より少し広い（110-120セント）音程が使用される。
歌舞伎の下座で使用される。
またラーメン・豆腐・納豆などの流しの屋台や物売りで客寄せにチャルメラを使用しているケースがある。なお、明治期には水飴の行商人に主に使用されており、上田敏の詩「ちゃるめら」に登場するのは飴屋を想定したチャルメラである。中華そばで用いられるようになったのは大正期からとされている。

## 朝鮮
朝鮮の伝統楽器としてのチャルメラは、テピョンソ（太平簫、태평소）と呼ばれ、国が安定した平和な世の中を祈願する気持ちが込められている。

## 東南アジア
ベトナム・チャムのサラナイ（Saranai）のように、平和や厄除けを祈願する神聖な舞楽や公式の宴楽で使用される。一方、東南アジアの都市部では、日本と同じく屋台や物売りが使用することもある。